# Stazione di Terminal Gallitello
La stazione di Potenza Terminal Gallitello è una stazione ferroviaria a gestione delle Ferrovie Appulo Lucane, situata a Potenza. A partire dalla sua inaugurazione avvenuta il 7 ottobre 2024, funge da capolinea del servizio ferroviario metropolitano di Potenza.

## Strutture e impianti
La stazione dispone di un fabbricato viaggiatori e una banchina dotata di pensilina. È dotata di due binari di testa utilizzati per il servizio viaggiatori. All'interno del fabbricato viaggiatori sono esposte la vaporiera 402 e la Emmina M1.11.
Accanto al fabbricato viaggiatori sono presenti il deposito e l'officina della FAL.
Il terminal consente l'interscambio con i bus extraurbani ed è dotato di un parcheggio con 200 posti auto.

## Movimento
La stazione è capolinea dei treni del servizio ferroviario metropolitano di Potenza (fino a Potenza Santa Maria) e delle linee per Avigliano e per Gravina.

## Servizi
- Biglietteria a sportello
- Biglietteria automatica
- Sala d'attesa
- Parcheggio

## Interscambi
- Fermata autobus
- Terminal bus extraurbani